# Eosentomon pomari
Eosentomon pomari är en urinsektsart som beskrevs av Bernard 1976. Eosentomon pomari ingår i släktet Eosentomon och familjen trakétrevfotingar. Inga underarter finns listade i Catalogue of Life.